# Торрес, Козимо де
Козимо де Торрес (итал. Cosimo de Torres; 1584, Рим, Папская область — 1 мая 1642, там же) — итальянский куриальный кардинал и папский дипломат. Титулярный архиепископ Адрианополя Гемимонтского с 17 марта 1621 по 5 сентября 1622. Апостольский нунций в Польше с 21 мая 1621 по 2 декабря 1622. Префект Священной Конгреации Собора с 22 мая 1623 по 22 мая 1626. Епископ-архиепископ Перуджи с 16 сентября 1624 по 3 апреля 1634. Камерленго Священной Коллегии кардиналов с 9 января 1634 по 8 января 1635. Архиепископ Монреале с 3 апреля 1634 по 1 мая 1642. Кардинал-священник с 5 сентября 1622, с титулом церкви Сан-Панкрацио-фуори-ле-Мура с 20 марта 1623 по 1 июля 1641. Кардинал-священник с титулом церкви Санта-Мария-ин-Трастевере с 1 июля 1641 по 1 мая 1642.